# Грант, Линда
Линда Грант (англ. Linda Grant; 15 февраля 1951 года) — британская писательница и журналист.

## Биография
Линда Грант родилась в Ливерпуле в семье русских и польских эмигрантов еврейского происхождения. Получила образование в Иоркском университете (Великобритания), университетах Макмастер и Саймон Фрейжер (Канада). В 1985 году вернулась в Великобританию и работала журналистом в газете «The Guardian».

## Премии
Второй роман Линды Грант получил в 2000 году литературную премию Оранж, третий («Все ещё здесь») выдвигался на Букеровскую премию в 2002 году, а четвёртый — в 2008 году.